# Triollo
Triollo ist ein Ort und eine Gemeinde (municipio) mit 74 Einwohnern (Stand: 2024) in der Provinz Palencia in der Autonomen Gemeinschaft Kastilien-León im Norden Spaniens. Zur im Naturpark Fuentes Carrionas und Fuente Cobre-Montaña de Palencia liegenden Gemeinde gehören auch die beiden Weiler (pedanías) Vidrieros und La Lastra.

## Lage und Klima
Triollo liegt nur etwa 10 km südlich des ca. 2500 m hohen Bergstocks der Fuentes Carrionas im Tal des Río Carrión in einer Höhe von ca. 1300 m. Die Provinzhauptstadt Palencia, befindet sich etwa 130 km südlich. Aufgrund der Höhenlage ist das Klima gemäßigt, was vor allem im Sommer angenehme Tagestemperaturen zur Folge hat.

## Bevölkerungsentwicklung
| Jahr      | 1857 | 1900 | 1950 | 2000 | 2022 |
| Einwohner | 544  | 529  | 520  | 98   | 75   |

Die Mechanisierung der Landwirtschaft, die Aufgabe bäuerlicher Kleinbetriebe („Höfesterben“) und der daraus resultierende Verlust an Arbeitsplätzen haben seit der Mitte des 20. Jahrhunderts zu einer Landflucht und zu einem deutlichen Bevölkerungswachstum in den Städten geführt.

## Wirtschaft
Hauptsächlicher Erwerbszweig war und ist die Viehwirtschaft. Seit den 1970er Jahren ist der Tourismus in Form der Vermietung von Ferienwohnungen (casas rurales) hinzugekommen. Ein kleiner Teil des Stausees Embalse de Camporredondo befindet sich auf dem Gemeindegebiet.

## Geschichte
Das hochgelegene Gebiet dürfte ursprünglich als Sommerweide im Rahmen der Transhumanz gedient haben. Eine dauerhafte Besiedlung entwickelte sich wahrscheinlich erst im hohen oder ausgehenden Mittelalter.

## Sehenswürdigkeiten

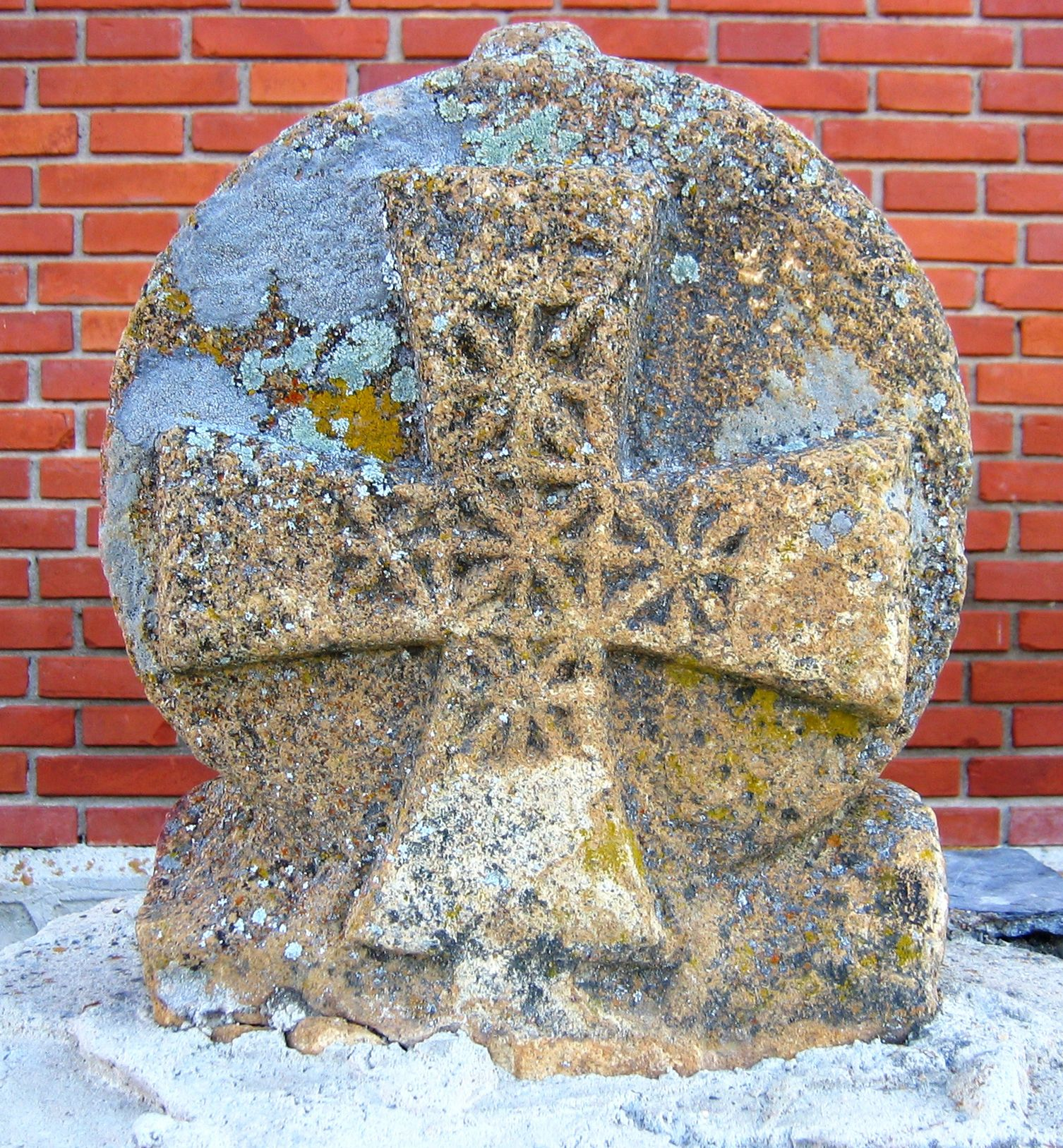
Vidrieros – Stele

- Die Iglesia de San Salvador stammt ursprünglich aus dem 13. Jahrhundert; die offene Südvorhalle (portico) sowie zwei Kapellen auf der Nordseite dürften später angebaut worden sein.

Vidrieros
- Die mit Ausnahme der Ecksteine aus Bruchsteinen errichtete Iglesia de San Martín im 2,5 km nordöstlich gelegenen Weiler Vidrieros zeigt ländliche romanische Stilformen.
- Besondere Beachtung verdienen zwei Stelen mit Tatzenkreuzen; die Kreuzesarme sind mit stern- oder edelsteinförmigen Ornamenten gefüllt.

La Lastra
- Die Iglesia de la Asunción de Nuestra Señora besitzt ein romanisches Portal.
- Die Ermita de Santa Lucia liegt in Ruinen.